# Campionati europei di slittino 1986
I Campionati europei di slittino 1986 sono stati la 30ª edizione della competizione.
Si sono svolti a Hammarstrand, in Svezia.

## Medagliere
| Pos.   | Nazione          | Oro | Argento | Bronzo | Totale |
| ------ | ---------------- | --- | ------- | ------ | ------ |
| 1      | Unione Sovietica | 2   | 0       | 0      | 2      |
| 2      | Germania Est     | 1   | 3       | 2      | 6      |
| 3      | Italia           | 0   | 0       | 1      | 1      |
| Totale | Totale           | 3   | 3       | 3      | 9      |

## Podi
| Evento            | Oro                                 | Argento                       | Bronzo                       |
| Singolo Maschile  | Sergey Danilin                      | Jens Müller                   | Michael Walter               |
| Singolo Femminile | Cerstin Schmidt                     | Steffi Martin                 | Ute Oberhoffner-Weiss        |
| Doppio            | Yevgeny Belousov Aleksandr Belyakov | Jörg Hoffmann Jochen Pietzsch | Hansjörg Raffl Norbert Huber |